# Następca (powieść)
Następca (alb. Pasardhësi) –  powieść albańskiego pisarza Ismaila Kadare. Po raz pierwszy została wydana w roku 2004, nakładem Wydawnictwa 55. W Polsce pierwsze wydanie ukazało się w roku 2008 w przekładzie Doroty Horodyskiej.

## Fabuła
Powieść stanowi drugą część dyptyku - jej pierwszą częścią jest Córka Agamemnona. Rodzina Suzany z pierwszej części dyptyku popada w niełaskę, co prowadzi do tragicznego końca. Akcja powieści nawiązuje do autentycznych wydarzeń, które rozegrały się w grudniu 1981 w Tiranie. W niejasnych okolicznościach, od strzału z broni palnej zginął Mehmet Shehu - człowiek nr. 2 w hierarchii władzy, przewidywany na następcę Envera Hodży. Tajemnica okrywająca okoliczności jego śmierci staje się dla Kadare pretekstem do ukazania mechanizmów władzy systemu komunistycznego i strachu, który uniemożliwia ujawnienie prawdy o wydarzeniach, które miały miejsce.
Tłumaczka Dorota Horodyska jest także autorką trzech innych polskich przekładów dzieł Ismaila Kadare: Pałac snów (2006), Ślepy ferman (2010) i Córka Agamemnona (2011).

## Recenzje (w języku polskim)
- Tomasz Jopkiewicz, Zbyt ładna paranoja, Nowe Książki 2009/3.
- Łukasz Modelski, Twój Styl, 2009/2
- Piotr Kofta, Opowieść o komunistycznej Albanii. students.pl. [zarchiwizowane z tego adresu (2013-07-26)].

## Inne tłumaczenia powieści
- 2005: Succesorul (rum. tłum. Marius Dobrescu), wyd. Bukareszt
- 2006: Efterfølgeren (duńs. tłum. Gerd Have), wyd. Kopenhaga
- 2006: The successor (ang. tłum. David Bellos), wyd. Toronto
- 2006: Der Nachfolger (niem. tłum. Joachim Röhm), wyd. Zurych
- 2007: Le successeur (franc. tłum. Tedi Papavrami), wyd. Paryż
- 2008: Ha-yoresh (hebr. tłum. Hagit Bat-Ada), wyd. Jerozolima
- 2008: Il succesore (włos. tłum. Francesco Bruno), wyd. Mediolan
- 2008: 누가후계자를죽였는가 (kor. tłum. Yi Ch'ang-sil, Ch'ang-sil Yi), wyd. Seul
- 2009: Преемник (ros. tłum. Aleksandra Çaçi), wyd. Tirana